# Jaskinia Złodziejska
Jaskinia Złodziejska – jaskinia w Ojcowskim Parku Narodowym (OPN). Znajduje się w wąwozie Jamki, który jest orograficznie prawym odgałęzieniem Doliny Sąspowskiej. 

## Opis jaskini
Jaskinia Złodziejska znajduje się u ujścia Pradła będącego bocznym odgałęzieniem Jamek. Główny otwór wejściowy jaskini znajduje się na wysokości 25 m nad dnem doliny Pradła. Ma wymiary 3 × 4 m i wschodnią ekspozycję. Drugi otwór ma północną ekspozycję i znajduje się nad dnem wąwozu Jamki. Jaskinia ma postać prostego, znajdującego się na szczelinie korytarza o długości 43 m. Korytarz jest najszerszy przy głównym otworze wejściowym, potem stopniowo zwęża się. Przejście nim jest trudne, gdyż w niektórych miejscach występują duże zwężenia.
Namulisko w otworze wejściowym jest muliste i przykryte dużą ilością nawianych przez wiatr liści. Za wejściem korytarz stromo opada w dół, gdyż jego namulisko zostało tutaj wybrane podczas prac archeologicznych prowadzonych w 1922 r. przez Stefana Krukowskiego. Kilka metrów dalej namulisko podnosi się, a w dalszych partiach korytarza składa się prawie wyłącznie z rumoszu skalnego. Znajdujące się przed otworem jaskini wzniesienie to przebadane i wysypane przez Krukowskiego namulisko. 
Badania S. Krukowskiego w Jaskini Złodziejskiej trwały tylko 4 dni i były to jedyne do 2019 r. badania archeologiczne w tej jaskini. Sporządził dokładny plan jaskini i trzech wykopów z notatkami o profilu warstw. Brak materiałów z badań, nie wiadomo więc, czy jaskinia była przez ludzi kiedykolwiek zamieszkiwana.

## Nazwa jaskini i napisy
Do 1910 r. nazwą „Jaskinia Złodziejska” określano inną jaskinię, obecnie nazywaną Jaskinią Góralską. Obecna Jaskinia Złodziejska nie miała jeszcze wówczas nazwy. Świadczy o tym na przykład fakt, że Ferdynand Römer w swoich sprawozdaniach z badań archeologicznych w jaskiniach okolic Ojcowa w 1883 r. wymienia „jaskinie czajowickie”, pod którą to nazwą opisał Jaskinię Krakowską i Złodziejską w dolinie Jamki. Po raz pierwszy została ona tak nazwana w przewodniku z 1910 r.. 
Na ścianie Jaskini Złodziejskiej znajdują się liczne napisy będące świadectwem odwiedzania jej przez ludzi w ciągu ostatnich 150 lat. Napisy znajdują się na ścianach korytarza na wysokości od 80 do 230 cm, ale większość na wysokości wzroku. Zaczynają się w odległości 20 m od wejścia i ciągną aż do trudno dostępnego końca korytarza. Napisy są wykonane ołówkiem lub długopisem, albo wydrapane w miękkiej polewie naciekowej. Zidentyfikowano 205 tych napisów lub grup napisów. Niektóre są już nieczytelne, gdyż albo uległy starciu, albo stopniowo przykrywa je narastająca polewa naciekowa. W większości są to inicjały lub imiona i nazwiska. Udało się odczytać 37 nazwisk. Są też napisy „Klub Jałowców i „Klub Szyszka”. Często podawane były one z datą (rok, lub dzień i rok). Najstarsza data to 1902, najpóźniejsza to 1987. Najliczniejsze są daty między 1904 a 1915. W 15 przypadkach podano także nazwę miejscowości, z której pochodzi podpisująca się osoba. Udało się odczytać w całości lub częściowo 179 napisów. Są to głównie napisy w języku polskim, ale jest kilka pisanych cyrylicą. W załomach korytarza jego ściana jest okopcona. Prawdopodobnie umieszczano tu pochodnie lub łuczywa oświetlające miejsce podczas wykonywania napisów.
Wąwóz Jamki i Jaskinia Złodziejska znajdują się  na obszarze ochrony ścisłej OPN i wstęp do nich wymaga zgody dyrekcji parku.